# Canal Sur Radio

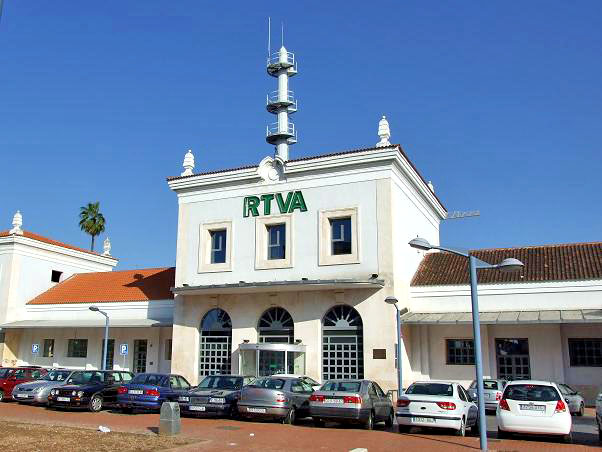
Sede en Córdoba

Canal Sur Radio es una emisora de radio pública española propiedad de RTVA que pertenece al ámbito de la comunidad autónoma de Andalucía.

## Historia
El 28 de febrero de 1988, haciéndose coincidir con el Día de Andalucía, comenzaron las emisiones en prueba, para ambas cadenas: Canal Sur 1; que era exclusivo para la música, y Canal Sur Dos, que era de servicio público y contenido generalista. Con el noticiero de la Dirección de Servicios Informativos de Canal Sur, llamado: Punto Sur, bajo la conducción de la periodista radiofónica almeriense, Beatriz Senosiáin, comenzaron las emisiones oficiales para ambas cadenas el 11 de noviembre de 1988, aunque la cadena comenzó sus emisiones definitivas a principios de 1989.
En sus inicios, Canal Sur Radio inicialmente se dividió en dos esquemas, nivel cultural medio-alto con música pop y rock (Canal Sur Uno) y nivel cultural medio-bajo con música española y predominantemente andaluza (Canal Sur Dos), si bien no tuvo éxito, ya que la oposición lo tachó como una radio para ricos y otra para pobres.
Por sus micrófonos han pasado periodistas de la talla de Carlos Herrera, (presentando el matinal a mediados de los 90), Luis Baras (con programas nocturnos o el Ria Pitá), Manolo Gordo con La noche más hermosa, Carmen Abenza con "El patio", el primer programa matinal de la cadena, María del Monte con "Vamos juntos" durante una temporada por las mañanas, Irma Soriano también por las mañanas a finales de los 90, e incluso Marifé de Triana tuvo su programa en los inicios de la cadena en 1990 (lo que yo más quiero, de coplas), y otros presentadores que todavía siguen en la emisora como son Pepe Da Rosa (actualmente en Gente de Andalucía), Jesús Vigorra (actual presentador del matinal), o Rafael Cremades, también presente desde los inicios (actualmente en la madrugada con "La noche"), así como la fallecida Olga Bertomeu quien estuvo también unas temporadas en "Habla con Olga".
De madrugada, también ha tenido otros programas de contenido más íntimo como el presentado por Antonio Catoni "Para ti", y programas dedicados a las músicas del mundo, con Jesús Barroso, o a la zarzuela. Jesús Barroso está actualmente en Canal Flamenco Radio, desde 2020.
También desde sus inicios, tiene espacios religiosos de varios minutos antes de las 6 o 7 de la mañana (Palabras para la vida, de corte católico) y evangélico (Diálogos con la verdad, a las 0H los fines de semana), y en temporadas dedica gran parte de su programación a eventos relacionados con la cultura popular andaluza, como el carnaval (con desconexiones), Semana Santa, El Rocío o el toreo, el cual se alarga durante toda la primavera hasta el inicio del otoño, compaginando con el fútbol, otra parte vertebral de la cadena desde sus inicios, con La Jugada.
En la actualidad, es una radio generalista que cuenta con magazines, programas culturales y musicales, deportes e informativos. Destaca en ella la participación del oyente mediante contestadores de los distintos programas e intervenciones en directo. 
En otoño de 2019 cambió la programación, pasando a presentar las mañanas Jesús Vigorra de 6 a 12 de la mañana "La mañana de Andalucía", luego un espacio de información local de 12 a 13 y otro deportivo de 13 a 14. Fran López de Paz presenta "Andalucía a las 2" de 2 a 3, y de 3 a 6 de la tarde, Mariló Maldonado se ocupa de "La tarde". De 6 a 7 de la tarde, el espacio Por Tu Salud, pasando al informativo nocturno "El mirador de Andalucía" de 7 a 10 de la noche, para después "El Programa del Yuyu" de 10 a 11 de la noche, "El Pelotazo" (deportivo reducido) de 11 a 12 con Antonio Caamaño, y "La Noche" de Rafa Cremades a partir de las 12 y otros espacios. 
El fin de semana sigue copado por La Jugada durante todo el día, y otros espacios informativos y culturales, así como el cambio del programa matinal al presentado actualmente por Domi Del Postigo ("Días D Andalucía") y Pepe Da Rosa ("Gente de Andalucía").
La audiencia de Canal Sur (EGM) es de 248.000 oyentes en la segunda oleada de 2025.

## Imagen corporativa
El primer nombre de Canal Sur Radio fue Canal Sur 2 para diferenciarse de Canal Sur 1, aunque su logo era el mismo que el que posteriormente sería utilizado por Canal Sur Televisión. En 1997 se unificaron las imágenes corporativas de todos los canales de la RTVA.

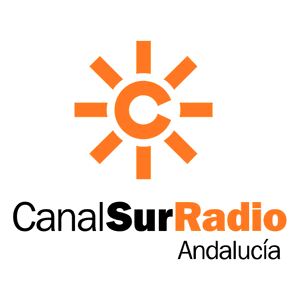
Logotipo usado desde 1997.

## Frecuencias
Provincia de Almería
- Aguadulce: 95.4 FM
- Almería: 104.8 FM
- Berja: 99.3 FM
- Carboneras: 98.6 FM
- Dalías: 97.6 FM
- Los Vélez: 99.7 FM
- Macael: 96.3 FM
- Mojácar: 92.6 FM

 Provincia de Cádiz
- Alcalá de los Gazules: 106.7 FM
- Barbate: 103.3 FM
- Cádiz: 97.4 FM
- Campo de Gibraltar: 105.6 FM
- Jerez de la Frontera: 99.0 FM
- Prado del Rey: 91.5 FM
- Torre Alháquime: 104.3 FM
- Ubrique: 105.6 FM
- Vejer de la Frontera: 91.1 FM

 Provincia de Córdoba
- Córdoba: 103.6 FM
- Cabra: 100.8 FM
- Priego de Córdoba: 99.7 FM
- Puente Genil: 104.1 FM
- Valle de los Pedroches: 94.3 FM

 Provincia de Granada
- Almuñécar: 100.0 FM
- Alpujarra Granadina: 103.5 FM
- Baza: 95.1 FM
- Granada: 104.9 FM
- Guadix: 103.8 FM
- Loja: 96.6 FM
- Motril/Calahonda: 97.8 FM
- Puebla de Don Fadrique: 103.8 FM
- Vélez de Benaudalla: 100.7 FM

 Provincia de Huelva
- Aracena: 104.9 FM
- Rociana/El Condado: 98.4 FM
- Huelva: 104.5 FM
- Sierra de Aracena: 94.0 FM
- Villablanca: 98.6 FM

 Provincia de Jaén
- Alcalá la Real: 106.2 FM
- Jaén: 100.6 FM
- La Puerta de Segura: 102.8 FM
- Santiago de la Espada: 96.2 FM

 Provincia de Málaga
- Archidona: 104.8 FM
- Málaga: 104.6 FM
- Marbella: 98.5 FM
- Pizarra: 102.5 FM
- Ronda: 100.6 FM
- Vélez-Málaga: 87.6 FM

 Provincia de Sevilla
- Écija: 90.6 FM
- Estepa: 94.1 FM
- Sevilla: 105.1 FM
- Sierra Norte: 104.2 FM